# Фотокератит
Фотокерати́т або снігова́ сліпота́ — медичний термін для позначення пошкодження зовнішніх шарів рогівки, яке спричинює інтенсивне ультрафіолетове випромінювання.
Особливо небезпечним є інтенсивне УФ-випромінювання типу В (найкоротші промені, що блокуються озоновим шаром).
З метою захисту внутрішньої поверхні ока, рогівка здатна поглинути більшу частину шкідливого ультрафіолетового випромінювання. Однак при занадто сильному впливі на рогівці і кон'юнктиві виникають опіки подібні до сонячних опіків на шкірі. У важких випадках це призводить до руйнування зовнішнього шару рогівки, нервові закінчення звільнюються, викликаючи сильний біль, виражену світлобоязнь, сльозотечу, почервоніння очей і відчуття стороннього тіла в оці, звуження зіниці.
Фотокератит може розвиватися на природні і штучні джерела ультрафіолетового випромінювання: електрозварювальні роботи, солярій, кварцування. Небезпечними є не тільки прямі ультрафіолетові промені, а і відбиті від поверхні землі, снігу. Потрібно пам'ятати, що свіжий сніг відбиває 80% УФ, піщаний пляж — 15%, морська піна — 25%. Інтенсивність ультрафіолетового випромінювання значно зростає в горах. При підйомі на кожні 300 метрів, кількість ультрафіолетових променів збільшується приблизно на 4%.

## Клінічні ознаки
Симптоми з'являються, як правило, через 6-12 годин.
У легких випадках фотокератит проходить без наслідків за два-три дні. У важчих випадках і особливо без лікарської допомоги на рогівці може залишитися рубець і пошкодитися сітківка, що призводить до незвротнього зниження зору.
Для першої допомоги рекомендують перебування в темряві і прикладання холоду до очей за допомогою вологого рушника. Лікарська допомога є обов'язковою.

## Профілактика
Профілактика включає в себе носіння очних протекторів, що затримують переважну частину ультрафіолетового випромінювання: сонцезахисні окуляри з достатнім УФ-фільтром, гірськолижні маски, окуляри, зварювальний щиток.
Сонцезахисні окуляри потрібно носити завжди, навіть якщо небо похмуре, оскільки ультрафіолетові промені проходить через хмари.